# Walrus-klassen
Walrus-klassen er en klasse af 4 ubåde i tjeneste i nederlandske Koninklijke Marine.

## Historie
Walrus-klassens historie går tilbage til 1970'erne, da det hollandske forsvarsministerium udbød konstruktionen af to nye ubåde til erstatning for de to ubåde i Dolfijn-klassen, der var fra 1950'erne. Kontrakten om bygningen af ubådene blev skrevet i 1979. I 1985 udbød det hollandske forsvarsministerium konstruktionen af yderligere to ubåde i denne klasse, til at erstatte de to ubåde i Potvis-klassen fra 1960'erne.
Ibrugtagningen af den første ubåd i klassen blev forsinket igen og igen, hovedsageligt på grund af en brand, der ødelagde alle elektroniske systemer om bord. Derfor var Zeeleeuw, i 1990, den første ubåd i klassen, der indgik i operativ tjeneste, Walrus fulgte i 1992. De sidste både i klassen Dolfijn og Bruinvis blev leveret henholdsvis i 1993 og i 1994.
På grund af den kolde krigs afslutning, blev begge ubåde af Zwaardvis-klassen udfaset uden afløser, hvilket gør Walrus-klassen til den eneste tilbageværende ubådsklasse i Koninklijke Marine.
I 1990'erne var der forhandlinger om en eksportversion af Walrus-klassen til Taiwan. Det er dog på nuværende tidspunkt hverken af- eller bekræftet fra officiel side.

## Teknik
Klassen er i vid udstrækning baseret på deres forgængere, Zwaardvis-klassen. Med en længde på 67,70 meter er de kun lidt længere, men med en bredde på 8,40 meter er de nøjagtigt ligeså brede. Deplacementet er forøget en smule fra 2.450 tons uddykket og 2.800 tons neddykket. Skroget er konstrueret af meget bedre stål end tidligere, hvilket har resulteret i en forøgelse af den maksimale dykkedybde på over 50% til omkring 300 meters dybde. På grund af større automatisering er det blevet muligt at reducere besætningen fra 65 til 52 mand. Antallet af torpedorør er blevet formindsket fra 6 til 4 rør, men kan stadig medbringe op til 20 torpedoer. Walrus-klassen er i stand til medbringe UGM-84 Harpoon missiler i stedet for torpedoer, og udskyde disse via torpedorørene.
Skibene er planlagt til at undergå en modernisering omkring 2009, hvor alle fire både skal moderniseres, således at de kan holdes operative til 2030. Moderniseringen betyder, at ubådene vil blive udrustet med et AIP-modul (luftuafhængig fremdrivning). Dette vil forøge ubådenes effektivitet umådeligt.

## Skibe i klassen
| Pennant | Navn     | Kølen lagt         | Søsat            | Indgået         | Skæbne | Kaldesignal |
| ------- | -------- | ------------------ | ---------------- | --------------- | ------ | ----------- |
| S802    | Walrus   | 11. oktober 1979   | 28. oktober 1985 | 25. marts 1992  | -      | PACU        |
| S803    | Zeeleeuw | 24. september 1981 | 20. juni 1987    | 25. april 1990  | -      | PASZ        |
| S808    | Dolfijn  | 12. juni 1986      | 26. april 1990   | 29. januar 1993 | -      | PAFF        |
| S810    | Bruinvis | 14. april 1988     | 25. april 1992   | 6. juli 1994    | -      | PAIT        |